# Фарвардин

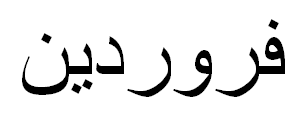

Фарвардин (перс. فروردین) — перший місяць іранського календаря, складається з 31 дня. Інша назва «хамаль» (Овен). У григоріанському календарі відповідає 21 березня - 20 квітня. 

## Свята
- 1-13 фарвардина - Новруз, іранський новий рік
- 6 фарвардина - Зодрузе Зартушт (День народження Заратустри)
- 12 фарвардина (1 квітня) - День Ісламської Республіки (перс. روز جمهوری اسلامی)
- 13 фарвардина (2 квітня) - День природи ( перс. روز طبیعت), також відомий як Сізда-бе-Бедар (перс. سیزدهبدر)